# Cerasus amygdaliflora
Cerasus amygdaliflora là loài thực vật có hoa trong họ Hoa hồng. Loài này được Nevski mô tả khoa học đầu tiên.